# 交響曲第2番 (シュポーア)
交響曲第2番 ニ短調 作品49 (独: Sinfonie Nr. 2 op. 49)は、ドイツの作曲家ルイ・シュポーアが1820年に作曲した交響曲である。
ロンドン・フィルハーモニー協会からの委嘱で作曲された。初演は同年、ロンドンにて行われた。

## 編成
フルート2、オーボエ2、クラリネット2、ファゴット2、ホルン2、トランペット2、トロンボーン3、ティンパニ、弦5部

## 楽曲構成
全4楽章からなる。演奏時間は約29分
- 第1楽章 Allegro
- 第2楽章 Larghetto
- 第3楽章 Scherzo: Presto
- 第4楽章 Finale: Vivace